# 笠間雄二
笠間 雄二（かさま ゆうじ、1953年3月22日 - ）は、石川県金沢市出身の元プロ野球選手（捕手）・コーチ。

## 経歴
金沢高校では3年次の1970年、春季北信越大会県予選で決勝に進出するも星稜高に敗退。同年の夏の甲子園県予選では準決勝で金沢桜丘高に惜敗し、甲子園出場はならなかった。卒業後は1971年に電電北陸へ入社し、高校→社会人の1年先輩である堂上照とはバッテリーとクリーンアップを組み、笠間は強打の捕手として「北陸の田淵」と注目される。
1973年のドラフトで太平洋クラブライオンズか5位、1974年のドラフトでは阪急ブレーブスから3位で指名を受けるが、共に入団を拒否。
1976年のドラフトで読売ジャイアンツから6位指名を受けて快諾し、プロ入りを果たす。
1977年から36試合に出場して飛躍を期待され、8月7日の大洋戦（川崎）で平松政次から初本塁打を放つ。
1978年からは山倉和博の加入で出場機会は徐々に減少し、山倉・吉田孝司の3番手となる。
1979年オフには「地獄の伊東キャンプ」に参加し、気持ちの準備も出来ていない中で血だらけの手でバットを握ったが、練習の合間には長嶋茂雄監督と風呂に入ったり、将棋を指したりした。　
1980年1月には柳田真宏と共に永本裕章との交換トレードでかつて入団拒否をした阪急ブレーブスへ移籍するが、移籍先でも中沢伸二・笹本信二に次ぐ3番手の起用にとどまり、打率も1割に満たなかった。
同年11月に片岡新之介との捕手同士の交換トレードで阪神タイガースへ移籍。
1982年に若菜嘉晴のスキャンダルが発覚した8月以降正捕手を任され、66試合に先発マスクを被った。
1983年はレギュラーの座を得て127試合に出場し、規定打席（27位、打率.271）に到達して12本塁打を放った。同年のオールスターにも選出されたほか、5月15日の大洋戦（甲子園）では野村収の全球団勝利をアシストし、金沢次男から本塁打を放って野村を援護。さらに6月25日の中日戦（甲子園）では、先発したエース小林繁が土壇場の9回表にそれまでカモにしていた大島康徳に同点2ランを打たれたが、笠間は直後の9回裏に桑田茂からサヨナラ本塁打を放って小林の完投勝利をアシスト。笠間は喜びのあまりヘルメットを放り投げてホームインしたためベンチ総出の手荒い祝福で頭が痛かったが、小林は勝ちはしたものの、この時大島に打たれた本塁打がこのシーズン限りで引退を決意するきっかけの一つになったと述べている。
1984年には右肘の故障が悪化し、開幕から山川猛に定位置を譲り出場機会が大幅に減少。同年引退 。
引退後は阪神で二軍バッテリーコーチ（1985年 - 1988年, 1990年, 2001年）・一軍バッテリーコーチ（1989年）・二軍ブルペンコーチ（1991年）、スコアラー（1992年 - 1998年）→広報部（1999年 - 2000年）、営業部（2002年）を歴任。コーチ時代は山田勝彦をマンツーマン指導で育てたほか、球団が発行する雑誌「月刊タイガース」で、ファンからの質問に答えるコーナーの担当もしていた。
阪神退団後の2003年からはスポーツDEPOの店頭に立って野球用具購入のアドバイスを送っているほか、同年から2006年まではマスターズリーグの大阪ロマンズに選手として所属し活躍。
現在は神戸市東灘区のスポーツDEPOサンシャインワーフ神戸店でアドバイザリースタッフを務め  、野球振興の最前線で働いている。

## 詳細情報

### 年度別打撃成績
| 年 度     | 球 団     | 試 合 | 打 席 | 打 数 | 得 点 | 安 打 | 二 塁 打 | 三 塁 打 | 本 塁 打 | 塁 打 | 打 点 | 盗 塁 | 盗 塁 死 | 犠 打 | 犠 飛 | 四 球 | 敬 遠 | 死 球 | 三 振 | 併 殺 打 | 打 率 | 出 塁 率 | 長 打 率 | O P S |
| --------- | --------- | ----- | ----- | ----- | ----- | ----- | -------- | -------- | -------- | ----- | ----- | ----- | -------- | ----- | ----- | ----- | ----- | ----- | ----- | -------- | ----- | -------- | -------- | ----- |
| 1977      | 巨人      | 35    | 66    | 61    | 4     | 16    | 3        | 0        | 1        | 22    | 5     | 0     | 0        | 0     | 0     | 4     | 1     | 1     | 11    | 0        | .262  | .318     | .361     | .679  |
| 1978      | 巨人      | 26    | 25    | 23    | 1     | 2     | 0        | 0        | 0        | 2     | 5     | 1     | 0        | 0     | 0     | 2     | 0     | 0     | 6     | 1        | .087  | .160     | .087     | .247  |
| 1979      | 巨人      | 22    | 19    | 16    | 0     | 3     | 0        | 0        | 0        | 3     | 0     | 0     | 0        | 0     | 0     | 1     | 0     | 2     | 7     | 0        | .188  | .316     | .188     | .503  |
| 1980      | 阪急      | 26    | 31    | 31    | 0     | 3     | 0        | 0        | 0        | 3     | 2     | 0     | 0        | 0     | 0     | 0     | 0     | 0     | 9     | 0        | .097  | .097     | .097     | .194  |
| 1981      | 阪神      | 36    | 75    | 63    | 5     | 14    | 3        | 0        | 3        | 26    | 9     | 0     | 0        | 2     | 2     | 7     | 0     | 1     | 12    | 2        | .222  | .301     | .413     | .714  |
| 1982      | 阪神      | 88    | 237   | 208   | 17    | 43    | 4        | 0        | 8        | 71    | 20    | 0     | 0        | 3     | 1     | 24    | 4     | 1     | 39    | 4        | .207  | .291     | .341     | .632  |
| 1983      | 阪神      | 127   | 439   | 380   | 46    | 103   | 13       | 0        | 12       | 152   | 41    | 0     | 1        | 4     | 3     | 45    | 7     | 7     | 65    | 12       | .271  | .356     | .400     | .756  |
| 1984      | 阪神      | 37    | 65    | 57    | 2     | 14    | 2        | 0        | 1        | 19    | 3     | 0     | 0        | 0     | 0     | 8     | 1     | 0     | 11    | 2        | .246  | .338     | .333     | .672  |
| 通算：8年 | 通算：8年 | 397   | 957   | 839   | 75    | 198   | 25       | 0        | 25       | 298   | 85    | 1     | 1        | 9     | 6     | 91    | 13    | 12    | 160   | 21       | .236  | .318     | .355     | .673  |

### 年度別守備成績
| 年度 | 試合 | 企図数 | 許盗塁 | 盗塁刺 | 阻止率 | 失策 |
| ---- | ---- | ------ | ------ | ------ | ------ | ---- |
| 1977 | 31   | 9      | 6      | 3      | .333   | 0    |
| 1978 | 24   | 6      | 3      | 3      | .500   | 0    |
| 1979 | 19   | 5      | 4      | 1      | .200   | 0    |
| 1980 | 21   | 5      | 4      | 1      | .200   | 2    |
| 1981 | 35   | 24     | 16     | 8      | .333   | 2    |
| 1982 | 86   | 65     | 50     | 15     | .231   | 5    |
| 1983 | 127  | 126    | 96     | 30     | .238   | 14   |
| 1984 | 37   | 19     | 16     | 3      | .158   | 0    |
| 通算 | 380  | 259    | 195    | 64     | .247   | 23   |

### 記録
- 初出場：1977年4月23日、対広島東洋カープ4回戦（広島市民球場）、7回裏から捕手として出場
- 初打席：同上、9回表に松原明夫の前に凡退
- 初安打：1977年5月18日、対大洋ホエールズ10回戦（石川県立野球場）、田村政雄から
- 初本塁打：1977年8月7日、対大洋ホエールズ19回戦（川崎球場）、6回表に平松政次からソロ
- 初先発出場：1977年8月23日、対広島東洋カープ19回戦（広島市民球場）、8番・捕手で先発出場 ※偵察メンバー
- オールスターゲーム出場：1回 （1983年）

### 背番号
- 31 （1977年 - 1979年）
- 38 （1980年）
- 13 （1981年 - 1983年）
- 27 （1984年）
- 78 （1985年 - 1987年）
- 87 （1988年 - 1991年）
- 89 （2001年）